# Ель-Боске (Кадіс)
Ель-Боске (ісп. El Bosque) — муніципалітет в Іспанії, у складі автономної спільноти Андалусія, у провінції Кадіс. Населення — 2098 осіб (2010).
Муніципалітет розташований на відстані близько 440 км на південь від Мадрида, 75 км на схід від Кадіса.

## Демографія
Динаміка населення (INE ):

## Галерея зображень

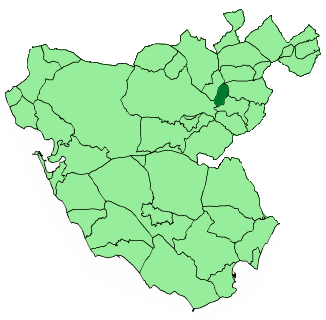
Розташування муніципалітету у провінції Кадіс
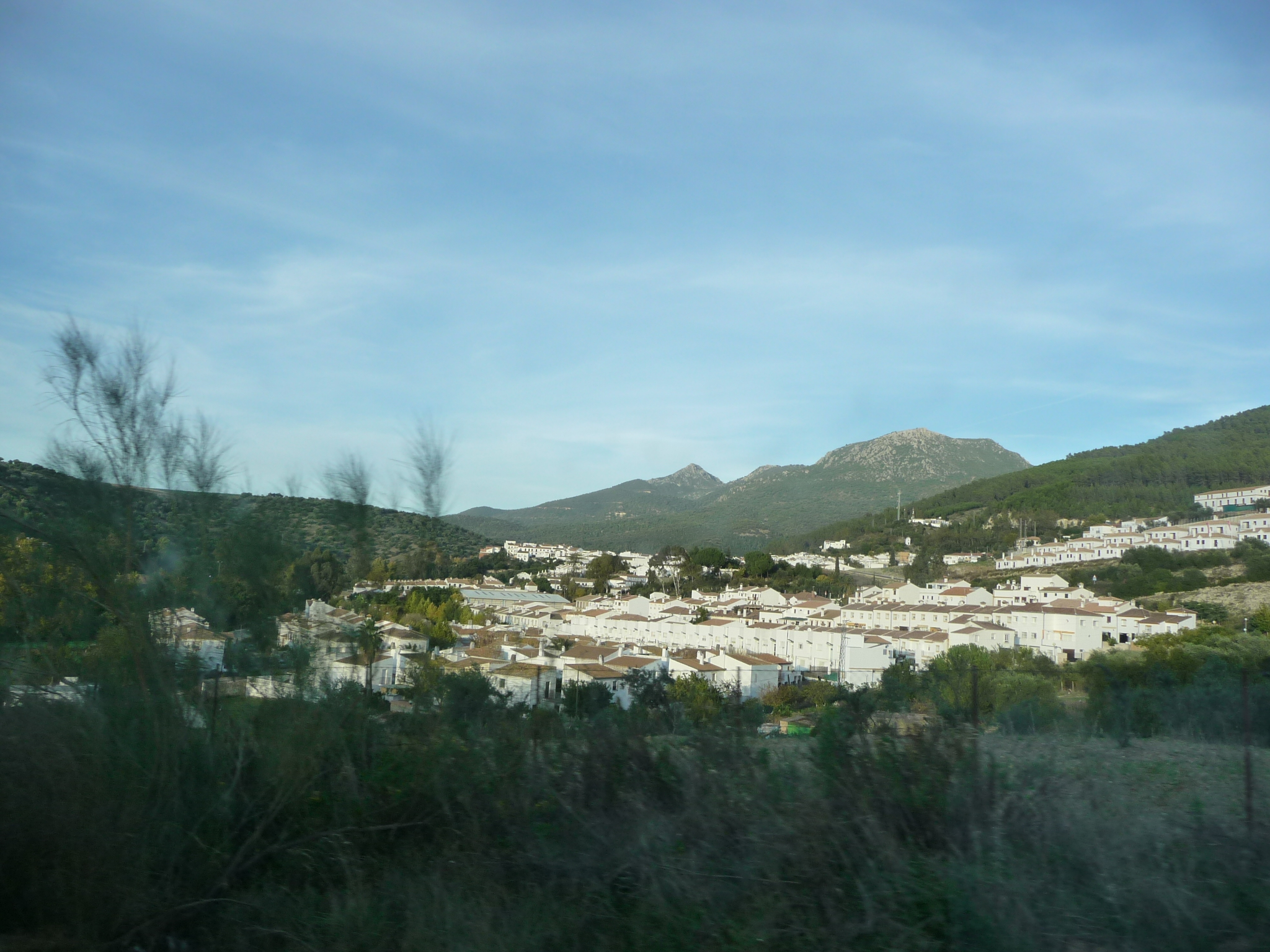
Панорама
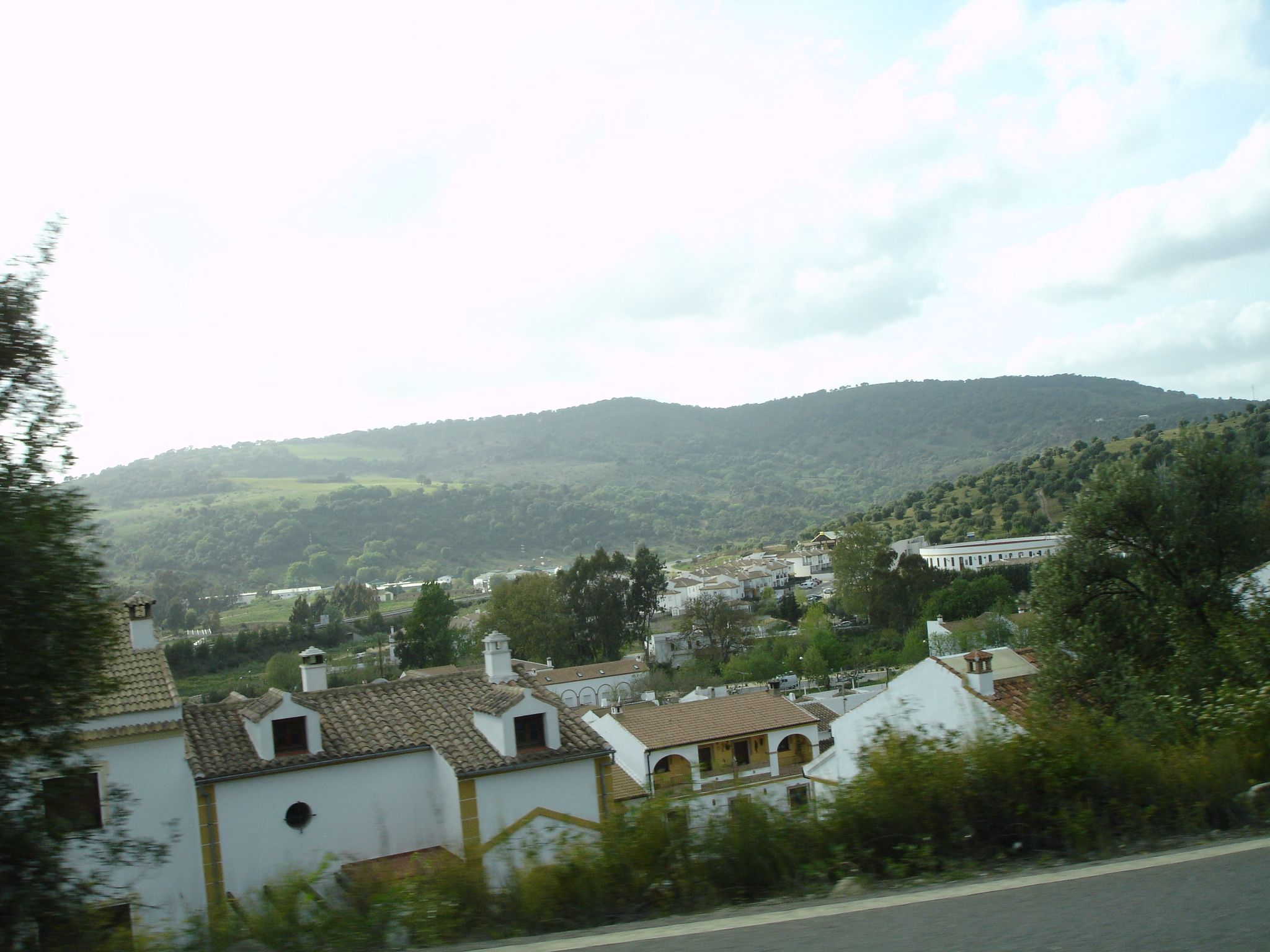
Ель-Боске
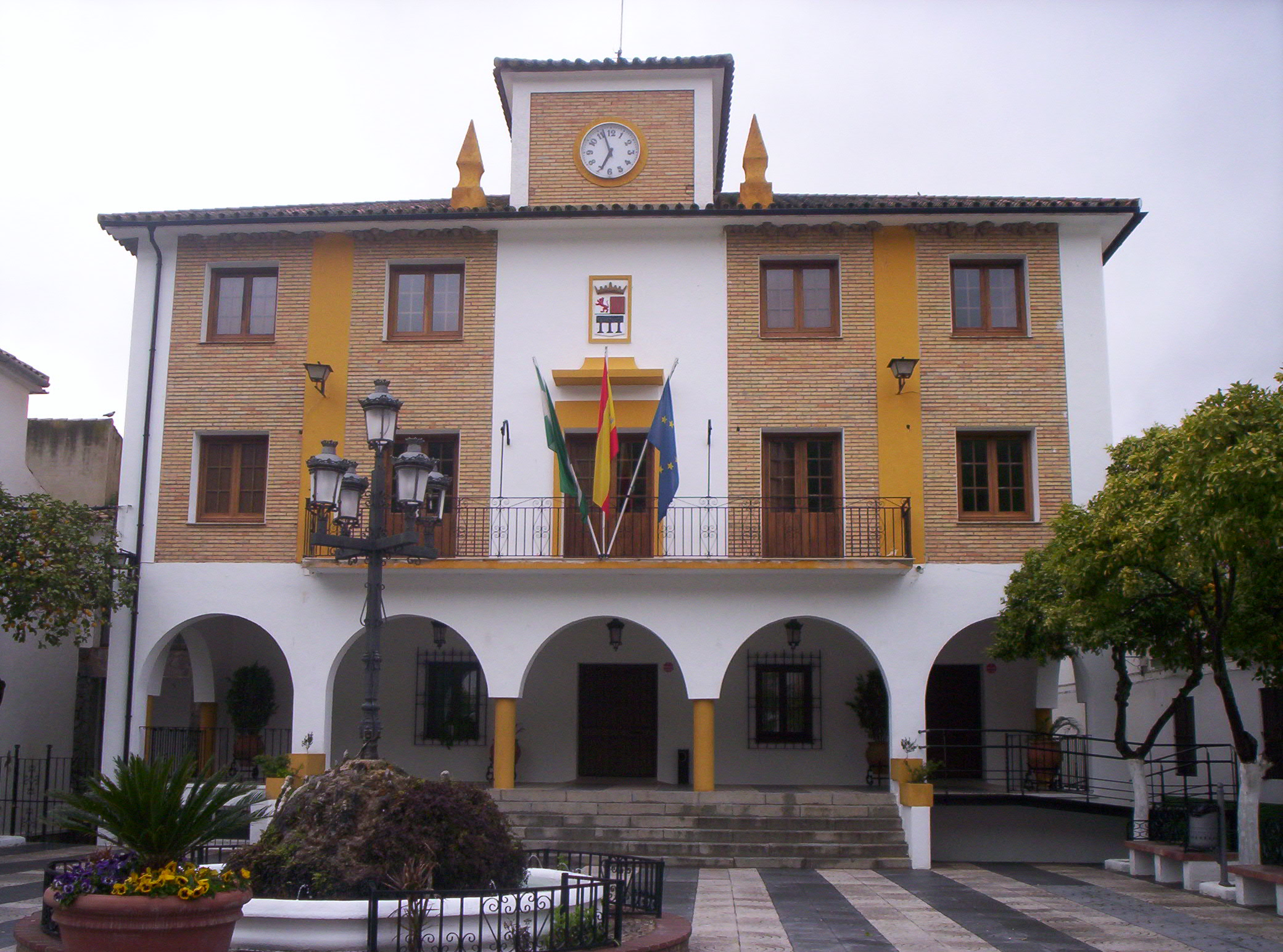
Муніципальна рада
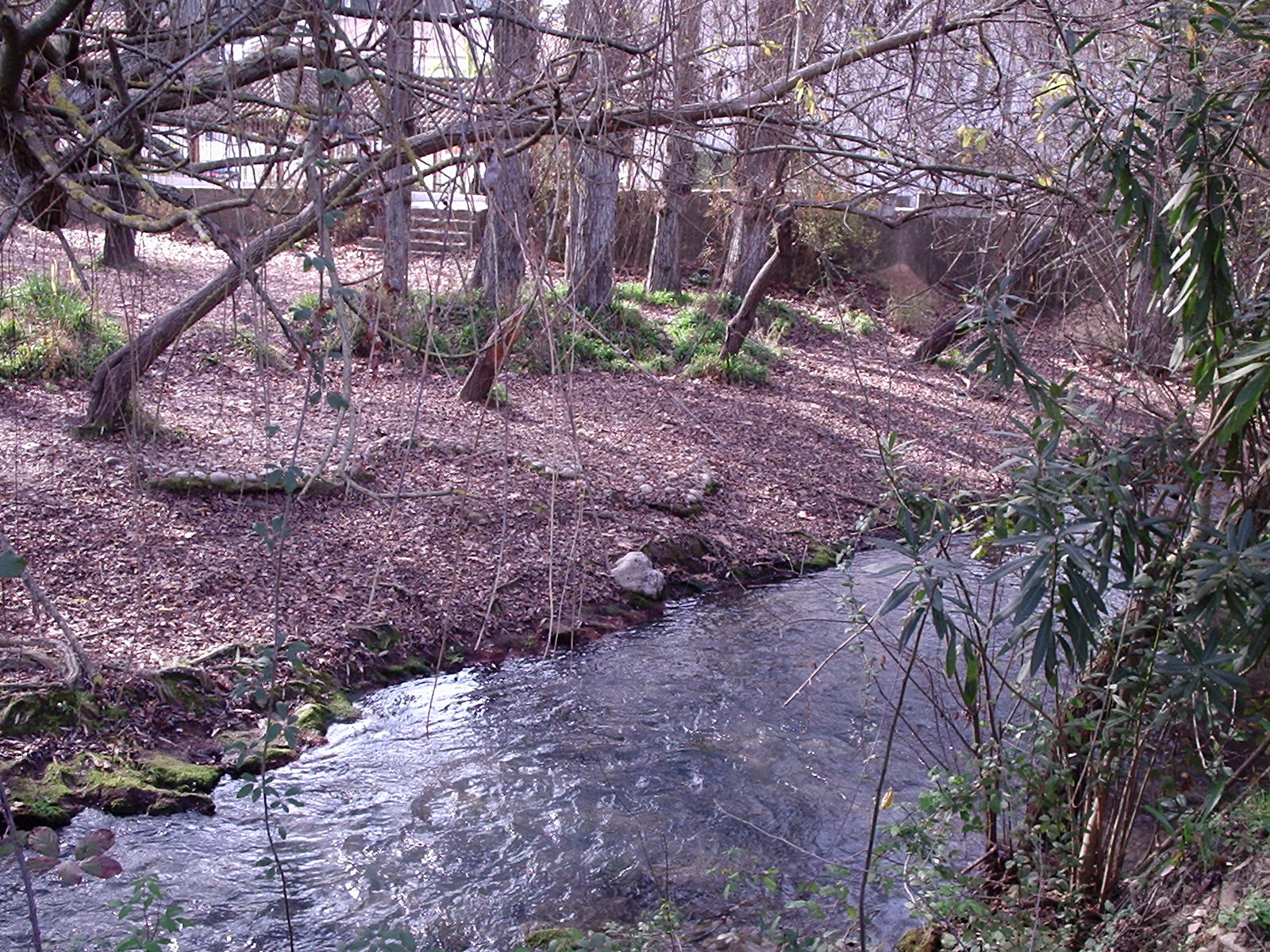
Річка Махасейте